# Komazawa-Universität

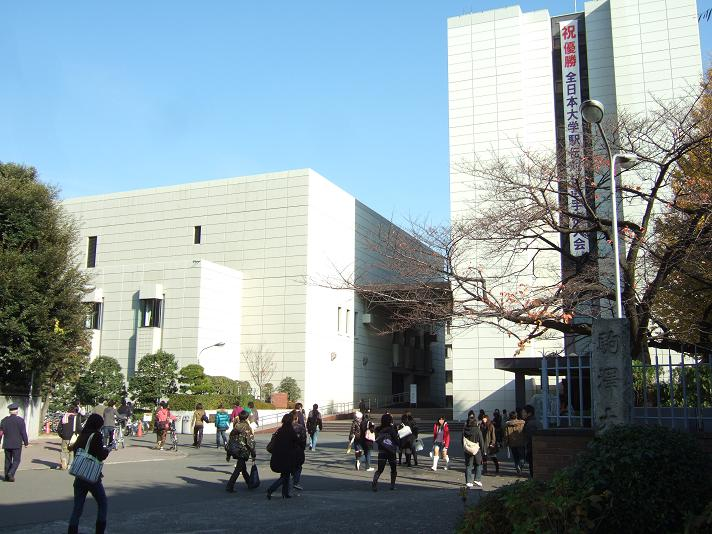
Komazawa-Campus

Die Komazawa-Universität (japanisch 駒澤大学, Komazawa daigaku, kurz: Komadai (駒大)) ist eine private buddhistische (Sōtō-shū) Universität in Japan. Der Hauptcampus liegt in Komazawa, Setagaya in Tokio.

## Geschichte
Die Universität wurde 1592 als Priesterschule vom Tempel Kichijō-ji (吉祥寺) in Kanda-Surugadai gegründet. 1657 zog der Tempel durch ein Großfeuer nach Komagome um (35° 43′ 41,4″ N, 139° 45′ 15,9″ O), und die Priesterschule wurde in Sendan-rin (旃檀林, dt. wörtlich „Sandelhölzer“) umbenannt. Am 15. Oktober 1882, nach der Meiji-Restauration, wurde sie eine moderne Schule in Azabu (der damalige Name war Sōtō-shū Daigakurin Semmongaku Honkō (曹洞宗大学林専門学本校, dt. etwa „Hauptschule vom Sōtō-shū-Kolleg“)). Das Sōtō-shū-Kolleg wurde 1904 als Fachschule anerkannt und benannte sich 1905 in Sōtō-shū Daigaku (曹洞宗大学, dt. „Sōtō-shū-Hochschule“) um.
1913 wurde der heutige Komazawa-Campus eröffnet und die Hochschule zog in den Campus um. 1925 erhielt sie den Universitätsstatus und wurde in Komazawa-Universität umbenannt. Erst jetzt wurden Frauen zum Studium zugelassen. 1949 wurde die Universität unter dem neuen japanischen Bildungssystem reorganisiert und gründete drei Fakultäten: Buddhismuskunde, Geistes- und Wirtschaftswissenschaften. Sie fügte Fakultäten hinzu: Rechtswissenschaft (1964), Betriebswirtschaftslehre (1969), Gesundheitsstudien (2003) und Global Media Studies (2006).

## Fakultäten
- Buddhismuskunde
- Geisteswissenschaften
- Volkswirtschaftslehre
- Rechtswissenschaft
- Betriebswirtschaftslehre
- Gesundheitsstudien (jap. 医療健康科学部, engl. Faculty of Health Sciences; Ausbildungskurs von Radiologietechnologen)
- Global Media Studies

Die Fakultäten liegen im Komazawa-Campus. Es gibt Sporteinrichtungen im Tamagawa-Campus (35° 37′ 4,1″ N, 139° 36′ 30,9″ O) und Forschungsinstitute im neuen Fukasawa-Campus (seit 2006; 35° 37′ 30″ N, 139° 39′ 18,7″ O).

## Zugehörige Kurzhochschulen und Oberschulen
Zur Universität gehörten noch drei weitere Tochter-Kurzhochschulen (Tanki Daigaku) und drei Oberschulen.
Die Komazawa-Kurzhochschule (駒澤短期大学) wurde 1950 auf dem Komazawa-Campus eingerichtet, bot Abschlüsse in Buddhismuskunde, Japanischer und Englischer Literatur und wurde am 30. Oktober 2009 geschlossen. Die Komazawa-Kurzhochschule Tomakomai (駒澤大学苫小牧短期大学) wurde 1965 auf dem Tomakomai-Campus gegründet, bot Abschlüsse in Japanischer und Englischer Literatur und wurde am 30. September 2003 geschlossen. Die Komazawa-Kurzhochschule Iwamizawa (岩見沢駒澤短期大学) auf dem Iwamizawa-Campus bestand von 1965 bis 12. Oktober 1989 und lehrte japanische Literatur.
1948 wurde die Komazawa-Universitätsoberschule (駒澤大学高等学校, Komazawa Daigaku Kōtō Gakkō) gegründet, die 1995 von einer Jungen- zu einer koedukativen Schule umgewandelt wurde. universitätszugehörige Oberschule Iwamizawa (駒澤大学附属岩見沢高等学校, kurz: Komadai-Oberschule Iwamizawa) bestand vom 28. Januar 1964 bis 31. März 2014 auf dem Tomakomai-Campus. Die universitätsangehörige Oberschule Tomakomai (駒澤大学附属苫小牧高等学校, kurz: Komadai-Oberschule Tomakomai) wurde am 18. April 1964 gegründet und ist für deren Baseball- und Eishockey-Mannschaften bekannt, die regelmäßig die jeweiligen nationalen Oberschul-Meisterschaften gewinnen.